# 姶羅郡
姶羅郡（あいらのこおり、あいらぐん）は、古代律令制下の大隅国に存在した郡。近現代の姶良郡とは別の郡である。
和銅6年（713年）に日向国から大隅国が分立した際に存在した4郡のひとつ（他には肝属郡、曽於郡、大隅郡）であったが、鎌倉時代以降は姿を消した。正確な郡域は不明であるが、『和名類聚抄』に記された郷名から、おおよそ現在の鹿児島県鹿屋市周辺（大隅半島中央部）に位置したと考えられている。

## 郡内の郷
平安時代中期の承平年間（930年代）に編纂された『和名類聚抄』には郡内の郷として鹿屋、串伎、野裏、岐刀の4郷が記されている。このうち岐刀郷は大隅郡にも記載されている。鹿屋はのちの鹿屋院、すなわち現在の鹿屋市街地周辺、串伎はのちの串良院、すなわち現在の東串良町および旧串良町にそのまま比定される。
郡名と読みを同じくする「姶﨟郷」は大隅郡の項に記載されていること、また、『大隅国風土記』逸文では串卜郷が大隅郡所属とされていることから、大隅国成立から平安時代までの間に両郡の領域に変動があったと考えられている。

## 姶羅郡の消滅
荘園の発達に伴って、姶羅郡は鎌倉時代より文献上から姿を消す。1197年の『大隅国図田帳』には姶羅郡はみられず、代わりに荘園として鹿屋院、串良院、そして姶良荘、姶良西俣がみえる。姶良荘はのちの吾平町、姶良西俣はのちの西俣村（町村制施行後は大姶良村および鹿屋市の大字となったが1950年に廃止。小学校の名称としては残存）にあたる。
のちに肝属郡を拠点とする肝付氏が当地へ勢力を拡大し、その過程において姶羅郡は肝属郡に統合されたものとみなされている。
江戸時代に入ると島津氏（薩摩藩）の支配下となり、鹿屋、串良、姶良、大姶良の各外城（1784年以降は「郷」）は肝属郡所属とされた。江戸時代後期の『三国名勝図会』では吾平山上陵の解説において、姶羅郡を消滅した郡として扱い、姶良郷（姶良村、吾平町を経て鹿屋市の一部）、大姶良郷（大姶良村を経て鹿屋市の一部）を往時の面影を残す地名として紹介した。
現代においても大姶良は鹿屋市の地域名として残る。姶良は1947年の町制施行に伴い「吾平」と改称したものの、河川名（姶良川、肝属川の支流）としては現存している。

## 姶良郡との関係
現代の姶良郡は、桑原郡の西部が「始羅郡（しらぐん）」として独立したことを起源とし、古代の姶羅郡とは直接の関係はない。
しかし、江戸時代に入ってから始良郡とかつての姶羅郡とが混同されるようになり、明治4年11月14日（1871年12月25日）の鹿児島県布告以降「姶良（あいら）」表記へと統一されることとなった。「始羅郡を古名に復す」という鹿児島県の誤認がそのまま正式名称となった格好だが、1955年発足の姶良町、2010年発足の姶良市にも踏襲されている。